# (7980) Senkevich
(7980) Senkevich est un astéroïde de la ceinture principale.

## Description
(7980) Senkevich est un astéroïde de la ceinture principale. Il fut découvert le 3 octobre 1978 à Naoutchnyï par Nikolaï Tchernykh. Il présente une orbite caractérisée par un demi-grand axe de 2,82 UA, une excentricité de 0,08 et une inclinaison de 1,6° par rapport à l'écliptique.

## Compléments